# 米子市立加茂小学校
米子市立加茂小学校（よなごしりつ かもしょうがっこう）は、鳥取県米子市両三柳にある公立小学校。

## 沿革
- 1873年（明治6年）3月 - 両三柳村、米原村で三柳小学校を設置。[1]
- 1887年（明治20年）4月 - 三柳尋常小学校と改称。
- 1945年（昭和20年）4月 - 加茂国民学校と改称。
- 1947年（昭和22年）4月 - 米子市立加茂小学校と改称。
- 1950年（昭和25年）12月 - 校歌制定。

## 通学区域
- 両三柳（米子市立河崎小学校の通学区域を除く）、河崎（国道431号線より北、県道両三柳西福原線より北の区域）[2]

## 進学先中学校
- 米子市立加茂中学校[2]